# Anlauf (Film)
Anlauf ist ein im Auftrag des Fernsehens der DDR hergestellter Fernsehfilm des DEFA-Studios für Spielfilme von Egon Günther aus dem Jahr 1971 nach der Erzählung Die Wichelsbacher Initiative von Benito Wogatzki.

## Handlung
An einem Donnerstag im Mai des Jahres 1969 fährt der junge Ingenieur Möllenthin von Wichelsbach nach Berlin, um in dem dortigen Partnerbetrieb Mitstreiter für ein neues Projekt zu finden. Nach einem Anbahnungsgespräch beim Direktor des Werkes Dr. Schliemann, wurde er zunächst an eine Produktionsstätte mit Fließbandarbeiterinnen unter der Leitung des Meisters Kunter geschickt, um dort die Produktionsbedingungen kennenzulernen. Hier trifft Möllenthin auf Rita Kowalski, die an diesem Morgen zu spät zur Arbeit erscheint, da sie verschlafen hatte. Mit der Begründung, keine weitere Zeit verlieren zu wollen, zieht sie sich gleich am Arbeitsplatz um, was noch wochenlang Gesprächsthema im Betrieb ist.
Während der Mittagspause trifft Möllenthin erneut mit dem Werkdirektor und einem Teil seiner engen Mitarbeiter zusammen. Es stellt sich heraus, dass der Berliner Betrieb nicht so richtig an einer Kooperation interessiert ist und es stellt sich die Frage, warum die Wichelsbacher sich nicht selbst eine neue Werkhalle bauen, um die geplanten Arbeiten erledigen zu können. Ohne einen richtigen Erfolg zu erzielen, beschließt Möllenthin, wieder nach Hause zu fahren. Im Hotel überlegt er es sich doch wieder anders und macht telefonisch für den nächsten Tag einen Termin mit dem Parteisekretär der SED in dem Berliner Betrieb fest. Bevor er diesen Termin wahrnimmt, geht er noch einmal an das Fließband vom Vortag und verabredet sich mit Rita Kowalski zum Mittagessen. Im Gespräch mit dem Parteisekretär Schmiedel findet er einen Unterstützer für seine Ideen, der versuchen will, die ablehnende Haltung Dr. Schliemanns und seiner Mitarbeiter aufzubrechen.
In der Kantine trifft Möllenthin auf Rita, die er in ein dienstliches Gespräch verwickelt, bis er zu seinem Hauptanliegen kommt. Er bittet sie, mit ihm auszugehen, was sie aber ablehnt. Sie hat keine Zeit, da sie an einer Abendschule das Abitur nachholt, was zwar in drei Wochen erledigt ist, doch dann ist Möllenthin nicht mehr da. Nach mehreren Überlegungen einigen sie sich auf ein Treffen am Sonntag. Nach dieser Verabredung geht der Ingenieur noch zur BGL-Vorsitzenden des Betriebes, von der er ebenfalls die Zusage zur Unterstützung seiner Interessen mit dem geplanten Rationalisierungsprogramm erhält.
Am Sonntag treffen sich Möllenthin und Rita, die sich in Begleitung eines vierjährigen Mädchens befindet und welches recht bald auf seinen Schultern Platz nimmt, im Tierpark Berlin. Sie verleben einen sehr schönen Tag und Rita erzählt, dass sie Lehrerin für Geschichte werden will. Auch beginnt sie von sich aus über den Vater ihres Kindes zu reden. Dieser hat sie mit seinen technischen Zeichnungen begeistert, studierte Werkzeugmaschinenbau und ging eines Tages an ein Institut nach Karl-Marx-Stadt. Nach einem gemeinsamen Campingurlaub stellte sich heraus, dass sich ein Kind nicht mehr vermeiden lässt. Rita fährt in das Institut um ihm die freudige Nachricht zu überbringen und sieht, wie ihr Freund eng umschlungen mit einem blonden Mädchen das Haus verlässt. Sie entdeckt sofort die Verlobungsringe und die Blonde ließ die beiden, unter dem Vorwand Essen zu gehen, allein. Rita erklärte ihrem ehemaligen Freund, wie zufrieden sie nun ist, ihn fest gebunden zu sehen, denn jetzt fällt es ihr nicht mehr schwer, ihm zu sagen, dass sie sich von ihm trennen will. Sie gingen gemeinsam noch einmal ins Bett und Rita hat ihn seither bereits über vier Jahre nicht mehr gesehen. Von dem Kind weiß er nichts.
Nachdem Möllentin Rita mit ihrer Tochter nach Hause gebracht hat, geht er zurück in sein Hotel, trinkt drei Flaschen Bier und schläft ein. Es klopft an der Tür und er wird wegen eines Anrufs zum Telefon an die Rezeption geholt. Es ist sein Chef aus Wichelsbach, der sich nach dem Stand der Dinge erkundigt. Wieder im Zimmer angekommen, beschließt er, erst einmal wieder nach Wichelsbach zu fahren, um die gesamte betriebliche Situation noch einmal gründlich zu überdenken. Dann schreibt er einen Brief an Rita Kowalski, in dem er sie bittet, gemeinsam mit ihrer Tochter bei ihm zu bleiben und legt sich zu Bett, denn um vier Uhr ist die Nacht zu Ende. Plötzlich klopft es erneut an der Tür, es ist Rita, die die Nacht mit ihm verbringen will.

## Produktion
Anlauf wurde als Schwarzweißfilm gedreht und hatte seine Premiere am 31. Januar 1971 im 1. Programm des DFF. Die Dramaturgie des Films lag in den Händen von Heinz Nahke und das Szenarium wurde von Benito Wogatzki erarbeitet. Es spielte in Bild und Ton das Rundfunk-Sinfonieorchester Berlin unter der Leitung des Dirigenten Thomas Sanderling. Die Außenaufnahmen erfolgten in Berlin auf dem Adlergestell, dem Alexanderplatz und im Tierpark.
Am 3. Dezember 1976 erfolgte eine erneute Ausstrahlung des Films im 1. Programm des Fernsehens der DDR unter dem neuen Titel Rita. Gründe über die Änderung des Titels sowie auch die Kürzung auf 60 Minuten sind nicht bekannt. Am 14. Oktober 2018 wurden beide Filme hintereinander, in Anwesenheit der Hauptdarstellerin Jutta Hoffmann, im Berliner Kino Brotfabrik gezeigt.

## Kritik
Peter Berger schrieb im Neuen Deutschland über den Hauptdarsteller Eberhard Esche:

„Nicht oft sieht man Darsteller so locker, so gelöst und mit solch ansteckender Spiellaune vor der Kamera agieren. Man könnte an Improvisation denken, wenn nicht gleichzeitig darstellerische Genauigkeit bis ins kleinste gestische und mimische Detail, wenn nicht vor allem ein bewundernswert diszipliniertes Zusammenspiel die führende Hand eines sensiblen. aufmerksamen Regisseurs verrieten.“

In der Berliner Zeitung bemerkte Gisela Herrmann:

„Manch Fragliches, Fragmentarisches liegt am filmischen Zuschnitt. Unter Egon Günthers Regie siegt die Optik oft über den Gedanken, ist das Maß zwischen innerem Gehalt der äußerlich einfachen Erzählung und den zu ihrer Gestaltung aufgewandten Mitteln nicht genau getroffen worden.“